# Acid Black Cherry
Acid Black Cherry (アシッドブラックチェリー） es el proyecto solista del vocalista de Janne Da Arc, Yasu (Hayashi Yasunori, 林保徳). El nombre de la banda es usualmente acortado a “A.B.C.”

## Historia
Acid Black Cherry empezó tocando en el verano de 2007. Tocó prácticamente “en secreto”, iniciando otros actos en salas pequeñas – una práctica fuera de lo habitual en los artistas de su talla-. Siguió esta práctica en 15 sitios de todo el país entre el 6 de mayo y el 10 de junio de 2007. El final de ese tour fue un concierto no anunciado en la calle, fuera de la estación de Shinjuku, en Tokio. La actuación atrajo unas 5000 personas, pero tuvieron que suspenderla después de dos canciones (“Black Cherry” y “Spell Magic”) debido a órdenes policiales. El 18 de julio del mismo año, Yasu hizo su mayor debut con su primer sencillo: “Spell Magic”.
Su primer sencillo, SPELL MAGIC, lanzado el 18 de junio de 2007 debutando como #4 en las Listas de Singles de Oricon en Japón. El segundo sencillo de ABC, titulado Black Cherry, fue lanzado el 26 de septiembre de 2007 y fue seguido por el tercer sencillo el 28 de noviembre de 2007, Aishitenai. Su cuarto sencillo, Fuyu no Maboroshi, fue estrenado el 16 de enero de 2008 con el puesto número uno en la Lista de Singles del Oricon.
Después, Acid Black Cherry participó en el “Summer Sonic 07 Osaka” el 12 de agosto, consiguiendo una gran atención. Su esperado primer álbum, “Black List”, salió a la venta al año siguiente, el 20 de febrero del 2008, seguido del tour nacional “Black List”. Hubo 27 conciertos en 26 localidades de todo Japón, y acabó con gran éxito en el Budokan, en el cual acudieron unas 13,000 personas. Este DVD alcanzó el puesto número 2 en la lista Oricon
En cada sencillo de Acid Black Cherry se encuentra una “Recreation Track”, un cover que incorpora elementos del pop y del rock japonés. El álbum “Recreation” salió el 21 de mayo de ese mismo año. Junto al disco se lanzó el PV de la canción Koi Hitoyo de 工藤静香(Kudo Shizuka). Yasu es muy especial para las covers, ya que tiene un gran deseo de revivir las canciones antiguas cantándolas él mismo. Quiere mantenerlas vivas y cantar para las generaciones futuras. 
El segundo álbum de Acid Black Cherry, “Q.E.D”, salió el 26 de agosto de 2009. El tour “Q.E.D” se realizó entre el 16 de septiembre y el 2 de noviembre en 15 localidades japonesas. A Yasu le diagnosticaron quistes en las cuerdas vocales pocos días antes del primer ensayo abierto, el primer día del tour. Los fanes temieron que todo el tour fuera cancelado, pero solo se canceló el ensayo abierto y el tour siguió como estaba establecido. Al terminar el tour las actividades de Acid Black Cherry fueron suspendidas temporalmente para poder dejar a Yasu tratarse médicamente y recuperarse de la operación.
El 30 de junio de 2010 salió el álbum "Recreation 2" junto al PV de la canción "Aitai" de 会いたい. Al igual que el primer álbum Recreation este incorporaba canciones del pop y del rock. 
El sencillo de “Re:birth” salió el 18 de agosto de 2010. En septiembre yasu ya se había recuperado completamente y pudo realizar el tour del “Re:birth”. Se llevaron a cabo cuatro actuaciones, una en el Nippongashi Hall (Nagoya), dos en el Yokohama Arena y la última en el Osaka Jo Hall. Las entradas se agotaron inmediatamente.
En el 2011 se celebraron los cuatro años del debut de Acid Black Cherry. Yasu creó el “ABC Dream Cup” para mostrar su gratitud a todos sus fanes. Los fanes recibieron cuatro regalos: tonos de llamada gratis de los sencillos sacados desde el comienzo de 2011 al 2012, conciertos gratis para 40,000 personas en Tokio, Nagoya y Osaka, la descarga gratuita de ese concierto y la descarga gratuita del sencillo número 0: “Kimi ga iru kara”. El segundo regalo, los conciertos gratuitos para 40,000 personas en Tokio, Nagoya y Osaka fueron en julio. Se recibieron más de 160,000 solicitudes para las 40,000 plazas disponibles. A partir de septiembre de ese mismo año, se sacaron cinco singles consecutivos, uno cada mes. Con cada uno de esos singles, yasu superó su propio récord de ventas.
El tercer álbum de Acid Black Cherry, “2012”, salió el 21 de marzo de 2012. “2012” se colocó primero en la lista de ventas semanal de Oricon. Como el primer álbum, “Black List”, que estaba basado en el tema de “los siete pecados capitales” y el segundo álbum “Q.E.D”, inspirado en el asesinato de la Dalia Negra, (asesinato que ocurrió en Estados Unidos el 15 de enero de 1947), “2012” es también un álbum temático, que plasma las creencias que Acid Black Cherry ha ido cantando desde que empezó. Después de la salida del álbum, el 1 de mayo empezó el Tour 2012, con 22 conciertos en 21 localidades japonesas.
El 13 de diciembre de 2012 se realizó el concierto Acid Black Cherry 5th Anniversary Live “Erect” realizado en el Yoyogi National Stadium de Tokio el cual se puso a la venta en DVD y Blu-ray Disc 17 de julio de 2013.
EL 9 de enero de 2013 fue el concierto de "Acid Black Cherry & BREAKERZ 5th Anniversary Live ‘Acid BREAKERZ Cherry 69-sixnine-’“ en el Nippon Budokan. Fue un concierto conmemorativo para el 5º aniversario del debut de Acid Black Cherry (ABC) y BREAKERZ. El evento se llevó a cabo de manera excepcional, ya que las dos bandas estaban en el escenario. ABC y BREAKERZ se turnaron para tocar sus canciones. Con los gritos de alegría, que eran casi como rugidos, ABC y BREAKERZ aparecieron en los dos extremos del escenario. Se fueron acercando el uno al otro, y el evento empezó con un fuerte apretón de manos entre yasu y DAIGO. Primero, ABC tocó la dura canción "Murder License", y BREAKERZ empezó con "BIG BANG!". Con las dos actuaciones sucediéndose rápidamente, no costó mucho que el público empezara a emocionarse. Durante el MC de ABC, Yasu reveló que el pañuelo rojo que llevaba en su bolsillo del pecho era en realidad ropa interior de mujer, y el público empezó a reír cuando Yasu dijo que no le ayudaba nada a absorber el sudor. No obstante, el ambiente acogedor cambió de repente cuando empezó la balada rockera "Yes", ya que el público se dejó llevar por su actuación. Poco después fue el turno de BREAKERZ. DAIGO mostró su enorme gratitud por el concierto, y tocó la alentadora balada "Hikari", y, después, "RUSTY HEARTS", su próximo single, que está previsto que salga a la venta el 16 de enero. Después de la presentación de todos los miembros, el conjunto total de las dos bandas, que era de 10 personas, tocó junto. ABC y BREAKERZ tocaron por turnos, y la parte final del concierto terminó con la canción de BREAKERZ "DESTROY CRASHER. Durante el encore, yasu y DAIGO cantaron juntos "Nemuri Hime", y después "Overwrite". Después de esa actuación, DAIGO sacó su móvil para hacer una foto al recinto, y reveló que hyde de L'Arc~en~Ciel estaba viendo el concierto, y dijo: "¡Mira, yasu! ¡Hay una inesperada aparición de Dios en la foto!". Esta especial sorpresa entusiasmó y animó al público. Entonces yasu le dijo a hyde, que estaba sentado en su sitio, "hyde-san, ¿quieres venir aquí? No vamos a pedirte que nos felicites", y hyde apareció en el escenario diciendo, "Parecía como si estuviera viendo la TV y alguien de la televisión empezara a hablarme". yasu también le pidió a hyde que cantara, algo que hyde primero rechazó, diciendo "Sabes que aún estoy en medio de mis vacaciones de invierno. Aún no he empezado a trabajar", pero cuando empezó a sonar "Black Cherry", cantó la canción, y eso, obviamente, hizo disfrutar al público. El público no paró de pedir un doble encore después de la última canción del encore, "SUMMER PARTY". Como respuesta al amor pasional de las fans, los 10 salieron en el escenario otra vez y tocaron como regalo "DRAGON CARNIVAL". Por último, hicieron una gran reverencia al público mientras se cogían de las manos y acabó el evento, que duró más de 3 horas. Por otro lado, Hyde mandó dos centros florales a ambas formaciones (“Acid Black Cherry” y “BREAKERZ” ) para desear suerte en este evento conjunto. También se pudo ver a Yasu (“Acid Black Cherry”), con su móvil en la mano, el cual lucía una de carcasa de móvil de VAMPS, de los "goods" oficiales de la pasada gira de la banda "VAMPS LIVE 2012"
El 6 de marzo de 2013 se lanza el disco "Recreation 3". En este disco se incluyó el tema 1/3 no junjou na kanjou de "Siam Shade" para el cual en la versión con DVD se incluyó un vídeo especial para el tema además del PV "Mirai Yosouzu II" de DREAMS COME TRUE, la historia que nos muestra Yasu en este vídeo se basa en un hecho real, en el que un chico le propuso matrimonio a una chica durante el concierto que tuvo lugar en la prefectura de Mie del tour "2012". El chico propuso matrimonio a la chica durante la canción "YES". Además, ABC ha creado un website especial para la promoción de todos los álbumes Recreation (en especial de Recreation 3) sacados hasta la fecha. Aquí podemos ver un poco una introducción sobre ABC y pequeñas descripciones de todas las canciones de los álbumes.
En marzo de 2013, Acid Black Cherry anunció un nuevo proyecto llamado Shangri-la; un proyecto para traer una sonrisa a todos los que aman la música de Yasu. El proyecto incluiría la liberación de nuevas canciones, dividiendo todo el país en 5 bloques y manteniendo una gira a través de Japón, y la celebración de eventos en cada área para comunicarse con los fanes. El 7 de agosto de 2013 se lanza el sencillo "Greed Greed Greed" cuyo PV es continuación de la historia mostrada en el sencillo "Spell Magic".
El 13 de agosto de 2013 comenzó el "Proyecto Shangri-la" en Fukushima y terminó el 22 de junio de 2014 en miyagi siendo este el tour más largo de Acid Black Cherry durando 10 meses. Entre estas fechas se lanzan los sencillos "Kuroneko ～Adult Black Cat～" el 20 de agosto de 2013 y "Kimi ga Inai, Ano Hi Kara..." el 11 de marzo de 2014.
El 29 de agosto de 2014 Acid Black Cherry se presenta en el a-nation stadium fest en Tokio. El 22 de octubre de 2014 se lanza el sencillo INCUBUS, en la versión con DVD de este se incluye la presentación del a-nation stadium fest en la cual cantan Kimi ga Inai, Ano Hi Kara..., Kuroneko ～Adult Black Cat～, PISTOL y Spell Magic.
El 25 de febrero de 2015 sale el cuarto álbum propio de Acid Black Cherry titulado "L-エル-" en el cual se incluyó en las versiones con DVD el Project "Shangri-La" LIVE Edition del 29 de mayo del 2014 en la arena Nippon Budokan y el Project "Shangri-La" Document Edition, en el cual además de los 4 PV de los sencillos que fueron lanzados antes del disco se incluía el Project "Shangri-la" Document Movie de 1 hora de duración y el Project "Shangri-la" MC Best Collection de 1 hora y 6 minutos.
EL 11 de julio de 2015 comenaron los conciertos por el "ABC Dream Cup 2015 LOVE" al igual que la copa del mundo que se celebra cada 4 años este es un evento de ensueño en el que Acid Black Cherry muestra su agradecimiento a los fans con tres conciertos gratis para los que se regalaron 80.000 entradas -el doble que en el Dream Cup 2011-. El primer concierto fue en Aichi Centrair isla lugar al aire libre especial, el 11 de julio, al que asistieron 25.000 personas. El segundo fue en Chiba Makuhari Seaside Park, el 25 de julio, al que asistieron 40.000 personas y el último fue en el sitio especial Osaka Maishima ABC, el 1 de agosto, al que asistieron 35.000 personas, haciendo un total de 100.000 personas en todos los conciertos.
Iniciado el 1 de septiembre de 2015 en el Makuhari Messe en Chiba da comienzo el Tour L-エル hasta el 14 de diciembre en el Nippon Budokan de Tokio. simultáneamente comenzó el 22015 livehouse tour S－エス－" (special) solo para los miembros del fanclub oficial, con un DVD que fue gravado en su precentacion en el astro Hall de harajuku el 19 de octubre de 2015.
Desde el 21 de febrero se podrán adquirir las entradas para el "Acid Black Cherry Arena Tour L-エル" que comenzara el 10 de marzo en Hiroshima Bunkagakuen HBG Hall y terminando en el Nipon Budokan de Tokio donde se grabara el DVD de la gira.simultáneamente comenzó el 2015 livehouse tour S－エス－" (special) solo para los miembros del fanclub oficial, con un DVD que fue gravado en su presentación en el astro Hall de harajuku el 19 de octubre de 2015.
EL 11 de julio de 2015 comenzó el primer concierto por el "ABC Dream Cup 2015 LOVE" al igual que la copa del mundo que se celebra cada 4 años este es un evento de ensueño en el que Acid Black Cherry muestra su agradecimiento a los fanes con tres conciertos gratis para los que se regalaron 80.000 entradas el doble del Dream Cup del año 2011. El primer concierto fue en Aichi Centrair isla lugar al aire libre especial el 11 de julio al que asistieron 25.000 personas, el segundo fue en Chiba Makuhari Seaside Park el 25 de julio al que asistieron 40.000 personas y el último fue en el sitio especial Osaka Maishima ABC el 1 de agosto al que asistieron 35.000 personas haciendo un total de 100.000 personas en todos los conciertos.
Comenzando el 2016 Acid Black Cherry anuncia las fechas consecutivas de sus lanzamientos siendo estos en 27 de enero con el "2015 arena tour L ―エル― LIVE CD" del concierto celebrado el 29 de octubre de 2015 en Yokohama Arena. El 17 de febrero "Acid Black Cherry 2015 livehouse tour S ―エス―" en versiones DVD y blue-ray. finalizando el 16 de marzo con el "Acid Black Cherry 2015 arena tour L―エル―" en versiones DVD y Blue-ray.
el 9 de julio (sábado) comenzó la gira de conciertos en cine del "Dream cup 2015 love" 【Acid Black Cherry 80,000人フリーライブ ～Film Concert tour～ 開催スケジュール】 en el Aeon centro comercial Citrobacter Hamamatsu (Shizuoka) concluyendo el 11 de septiembre (domingo) en iones Lake Town kaze (Saitama). Yasu no hará participaciones durante la gira de conciertos.

## Origen del Nombre
En un principio este proyecto solista de Yasunori Hayashi se llamaría "Yasu", Hyde vocalista de (L'Arc~en~Ciel) y VAMPS recomendo a yasu no usar su nombre para el proyecto. Después de escribir un par de canciones e incluso pensar en como debería ser el PV de SPELL MAGIC teniendo una lista de nombres entre los que estaban "LEON", "Acid Rain", "Zircon", "Black List", "RUNE" y "Black Cherry", Yasu decidió usar parte de distintos nombres. Es así como se le ocurrió crear su banda con la sigla ABC. En Japón el término "ABC" significa algo sucio (A por besar B para el petting y C para el sexo)Así que escogió el nombre usando "ABC" como letras iniciales. "Black Cherry" es su zona erógena, así que escogió el nombre "Acid Black Cherry" utilizando todos los elementos anteriormente mencionados.

## Miembros de apoyo

### Conciertos
- Guitarra
  - YUKI (de DUSTAR-3 , ex. Lucifer ) Guitarrista principal . Se unió a la banda en la gira Secret Live en mayo de 2007. Toca principalmente la guitarra principal en conciertos y ha participado en casi todas las giras desde 2008.
  - HIRO (de Libraian , ex. La'cryma Christi) fue originalmente guitarrista principal, pero recientemente se ha dedicado a la guitarra rítmica. Participó en la gira "Re:birth" de 2010, la gira "The Sixth Sense" de 2011, el "10.º aniversario de a-nation para Life Charge & Go!" del mismo año y la "HALLOWEEN PARTY 2011" de VAMPS. Es el único guitarrista de apoyo con experiencia tocando tanto la guitarra principal como la rítmica.
    - *La guitarra principal se ubica a la derecha y la rítmica a la izquierda, pero hay canciones donde el guitarrista de la izquierda toca la guitarra principal (como "Fuyu no Illusion" y "Aishitenai"). Desde que HIRO se unió, el número de canciones donde toca la guitarra principal ha aumentado (como "Yes" y "Greed Greed Greed"), y recientemente ambos músicos tocan la guitarra principal y la rítmica.

  - AKIHIDE (de BREAKERZ ) Guitarrista rítmico. Se unió a la banda en mayo de 2007 tras la gira Secret Live. Toca principalmente la guitarra rítmica y el coro en directo. Apenas ha participado desde la segunda mitad de 2011. En 2012, participó por primera vez en dos años en la "HALLOWEEN PARTY 2012" de VAMPS.
  - Chisato (de PENICILLIN ) guitarrista principal . Se unió a la banda en un concierto gratuito en julio de 2007. Fue telonero de la banda durante el resto de 2007, pero no ha participado desde 2008.
  - Muro Himekami (ex DIE IN CRIES , ex THE MAD CAPSULE MARKETS ) - guitarrista rítmico. Participó por primera vez en el concierto gratuito "ABC Dream Cup" de 2011.
  - Leda (ex DELUHI ) tocó la guitarra principal. Participó en el evento en vivo "HALLOWEEN PARTY 2013" como Acid Black Halloween (HALLOWEEN JUNKY ORCHESTRA). También participó en el festival A-Nation Stadium en 2015.
- Bajo
  - SHUSE (de La'cryma Christi , ex. La'cryma Christi ) se unió a la banda en mayo de 2007, durante su gira secreta. Es el único miembro que ha participado en todos sus conciertos en solitario. También canta el coro durante sus presentaciones.
  - Ju-ken participó en el evento en vivo de 2013 "HALLOWEEN PARTY 2013" como Acid Black Halloween (HALLOWEEN JUNKY ORCHESTRA).
- Batería
  - Jun-Ji  (de SIAM SHADE y BULL ZEICHEN 88 ) Se unió desde la gira en vivo gratuita en julio de 2007. Aparece en casi todas las giras en vivo.
  - MAKOTO (ex. Deep Soul ) participó en el Secret Live Tour en mayo de 2007, la gira "Re:birth" en 2010 y "HALLOWEEN PARTY 2011" organizada por VAMPS en 2011.
  - Shinya (de DIR EN GREY ) Participó en el evento en vivo de 2013 "HALLOWEEN PARTY 2013" como Acid Black Halloween (HALLOWEEN JUNKY ORCHESTRA).

### Grabaciones
- Guitarra
  - YUKI (de. DUSTAR-3 , Rayflower , ex. Λucifer ) Black Cherry、Bit Stupid、楽園 (Rakuen)、Murder Licence、DRAGON CARNIVAL、ジグソー (Jigsaw)、眠り姫 (Nemurihime)、cord name【JUSTICE】、罪と罰〜神様のアリバイ〜 (Tsumi to Batsu: Kami-sama no Aribai)、I'm not a ghost、黒い太陽 (Kuroi Taiyou)、Maria、少女の祈りIII (Shoujo no Inori III)、ピストル (PISTOL)、シャングリラ (Shangri-La)、CRISIS、in the Mirror、GLAMOROUS SKY、ふられ気分でRock'n'Roll (Furare kibun de Rock'n'Roll)、1/3の純情な感情 (1/3 no Junjou na Kanjou)、liar or LIAR?、エストエム (Esu to Emu)、7 colors、眠れぬ夜 (Nemurenu Yoru)、& you 、CLOUDY HEART.
  - AKIHIDE (BREAKERZ) 愛してない (Aishitenai)、冬の幻 (Fuyu no Maboroshi)、Prologue End、優しい嘘 (Yasashii Uso)、Mother、1954 LOVE/HATE、Re:birth、君がいるから(Kimi Ga Iru Kar).
  - HIRO (Libraian, ex.La'cryma Christi) 蝶 (Chou)、イエス (yes)、指輪物語 (Yubiwa Monogatari)、その日が来るまで (Sono Hi ga Kuru Made)、so...Good night.、doomsday clock、Greed Greed Greed、黒猫 〜Adult Black Cat〜 (Kuroneko ~Adult Black Cat~)、君がいない、あの日から･･･ (Kimi ga Inai, Anohi kara…)、INCUBUS、Round & Round、L-エル-
  - DAITA (SIAM SHADE) sins、少女の祈り (Shoujo no Inori)、20+∞Century Boys
  - SUGIZO (LUNA SEA, X JAPAN) SPELL MAGIC、scar
  - YOU　(DEAD END) Fallin' Angel
  - Leda (Far East Dizain、ex.DELUHI） versus G
  - ROLLY & you
- Bajo
  - SHUSE　(TRICK, ex.La'cryma Christi)
  - IKUO　(BULL ZEICHEN 88, T.M.Revolution)
- Teclado
  - kiyo　(Janne Da Arc)
  - 松下典由　
  - 三柴理
- Batería
  - Jun-ji　(BULL ZEICHEN 88, ex.SIAM SHADE)
  - 菅沼孝三　
  - MAKOTO
- Banda
  - FUZZY CONTROL　
  - ピストルバルブ
- Invitados
  - kiyo　(Janne Da Arc)
  - DAIGO　(BREAKERZ)

### Vídeos promocionales(PV)
- Guitarra
  - YUKI（DUSTAR-3、ex.Λucifer）「20+∞Century Boys」
  - HIRO（Libraian、ex.La'cryma Christi）「蝶/CHOU」
  - 千聖（PENICILLIN）「SPELL MAGIC」〜「冬の幻 Fuyu no maboroshi」
  - AKIHIDE（BREAKERZ)「SPELL MAGIC」〜「シャングリラ Shangrila」
- Bajo
  - SHUSE（TRICK、ex.La'cryma Christi）
- Batería
  - 淳士/Jun-Ji（BULL ZEICHEN 88、ex.SIAM SHADE）

## Discografía

### Álbumes
Black List (2008.02.20)
-Ranking 2-
1. Sins
2. (少女の祈り 'Shoujo no Inori'?)
3. Spell Magic
4. Scar
5. (愛してない 'Aishitenai'?)
6. Bit Stupid
7. (楽園 'Rakuen'?)
8. Black Cherry
9. Murder Licence
10. (冬の幻 'Fuyu no Maboroshi'?)
11. Dragon Carnival
12. Prologue End

Q.E.D. (2009.08.26)
-Ranking 2-
1. Mother
2. Code Name Justice
3. Jigsaw ~ジグソ : Q.E.D. version
4. (罪と罰~神様のアリバイ~ 'Tsumi to Batsu: Kami-sama no Aribai'?)
5. (眠り姫 'Nemurihime'?)
6. (チェリーチェリー 'Cherry Cherry'?)
7. 1954 Love/Hate
8. I'm Not a Ghost
9. (優しい嘘 'Yasashii Uso'?)
10. (黒い太陽 'Kuroi Taiyou'?)
11. Maria
12. 20+∞ Century Boys

2012 (2012.03.21)
-ranking 1-
1. ~Until~
2. Fallin' Angel
3. in the Mirror
4. (ピストル 'Pistol'?)
5. (少女の祈りIII ~『2012』ver.~ 'Shoujo no Inori III'?)
6. Re:birth
7. (指輪物語 'Yubiwa Monogatari'?)
8. CRISIS
9. ~the day~
10. (その日が来るまで 'Sono Hi ga Kuru Made'?)
11. so…Good night.
12. doomsday clock
13. (蝶 'Chou'?)
14. (イエス 'Yes'?)
15. (シャングリラ 'Shangri-La'?)
16. ~comes~

L-エル- (2015.02.22)
-Ranking 1-
1. Round & Round
2. liar or LIAR?
3. (エストエム  'Esu to Emu'?)
4. (君がいない、あの日から… ' Kimi ga Inai, Anohi kara…'?)
5. L
6. Greed Greed Greed
7. 7 colors
8. ~Le Chat Noir~
9. (黒猫～Adult Black Cat～ . Kuroneko ~Adult Black Cat~'?)
10. versus G
11. (眠れぬ夜 'Nemurenu Yoru'?)
12. INCUBUS
13. Loves
14. & you

Acid BLOOD Cherry (2017.06.21)
-Ranking 1-
1. THE RUINER
2. BAD BLOOD
3. BEAST
4. crimson
5. BLACK OUT
6. Bit Stupid
7. Sweet dEvil
8. Forbidden Bells
9. RIDE into the FATE
10. KEDAMONO
11. Guilty Cry

Acid Black Cherry Live Acoustic Album ~Kimi ga Iru Kara~ (2025.03.26)
-Ranking -
1. (君がいるから 'Kimi Ga Iru Kara'?) (TOUR 『2012』 en Nippon Budokan, 20/7/2012)
2. (この青空の向こうに 'Kono Aozora No Mukouni'?) (ABC Dream CUP 2011 en Fuji-Q Highland Conifer Forest, 23/7/2011)
3. (愛してない 'Aishitenai'?) (Acid Black Christmas en Osakajo Hall, 25/12/2011)
4. (冬の幻 'Fuyu No Maboroshi'?) (TOUR 『2012』 en Nippon Budokan, 20/7/2012)
5. so･・･Good night (ABC Dream CUP 2015 LOVE en el recinto especial de Maishima ABC, 1/8/2015)
6. (その日が来るまで 'Sono Hi Ga Kurumade'?) (ABC Dream CUP 2015 LOVE en el recinto especial de Maishima ABC, 1/8/2015)
7. Maria (Acid Black Christmas en el Osakajo Hall, 25/12/2011)

### Recreation Albums
Recreation (2008.05.21)
-Ranking 3-
1. (恋一夜 'Koi Hitoyo'?) (Shizuka Kudo cover, 1988)
2. (スローモーション 'Slow Motion'?) (Akina Nakamori cover, 1982)
3. (あなた 'Anata'?) (Akiko Kosaka cover, 1974)
4. (シャイニン・オン君が哀しい 'Shining on Kimi ga Kanashii'?) (Look cover, 1985)
5. (モノクローム・ヴィーナス 'Monochrome Venus'?) (Satoshi Ikeda cover, 1987)
6. (異邦人 'Ihoujin'?) (Saki Kubota cover, 1979)
7. (心の色 'Kokoro no Iro'?) (Masatoshi Nakamura cover, 1981)
8. (待つわ 'Matsu wa'?) (Amin cover, 1982)
9. (初恋 'Hatsukoi'?) (Kozo Murashita cover, 1983)
10. Beautiful Name (Godiego cover, 1979)

Recreation 2 (2010.06.30)
-Ranking 7-
1. (天使のウィンク 'Tenshi no Winku'?) (Seiko Matsuda cover, 1985)
2. (ジュリアに傷心 'Julia ni Shoushin'?) (The Checkers cover, 1984)
3. (会いたい 'Aitai'?) (Chikako Sawada cover, 1990)
4. (セーラー服と機関銃 'Sailor Fuku to Kikanjuu'?) (Hiroko Yakushimaru cover, 1981)
5. (ラヴ・イズ・オーヴァー 'Love Is Over'?) (Ou Yang Fei Fei cover, 1979)
6. (ハーシー 'Hershey'?) (Fish & Chips cover, 1997)
7. (かもめが翔んだ日 'Kamome ga Tonda Hi'?) (Machiko Watanabe cover, 1978)
8. (シルエット・ロマンス 'Silhouette Romance'?) (Junko Ohashi cover, 1981)
9. Glamorous Sky (Mika Nakashima cover, 2005)
10. (愛のバカ! 'Ai no Baka!'?) (Kyougoku cover)
11. (大都会 featuring Daigo 'Daitokai featuring Daigo'?) (Crystal King cover, 1979)
12. (ラストダンスは私に 'Last Dance wa Watashi ni'?) (Fubuki Koshiji cover, 19

Recreation 3 (2013.03.06)
-Ranking 3-
1. (恋におちて 'Koi ni Ochite'?) (Kobayashi Akiko cover, 1985)
2. (1/3の純情な感情 '1/3 no Junjou na Kanjou'?) (SIAM SHADE cover, 1997)
3. (上・京・物・語 'Joukyou Monogatari'?) (Sharam Q cover, 1994)
4. (悲しみがとまらない 'Kanashimi ga Tomaranai'?) (ANRI cover, 1983)
5. (時の流れに身をまかせ 'Toki no Nagare ni Mi wo Makase'?) (Teresa Teng cover, 1986)
6. Stop it love (yasu self-cover)
7. BELIEVE (Watanabe Misato cover, 1986)
8. (愛を語るより口づけをかわそう 'Ai wo Kataru Yori Kuchizuke wo Kawasou'?) (WANDS cover, 1993)
9. (最後の雨 'Saigo no Ame'?) (Nakanishi Yasushi cover, 1992)
10. (ふられ気分でRock'n'Roll 'Furare kibun de Rock'n'Roll'?) (TOM CAT cover, 1984)
11. (「男」 'Otoko'?) (Kubou Ruriko cover, 1993)
12. (少年時代 'Shounen Jidai'?) (Inoue Yosui cover, 1990)
13. (未来予想図Ⅱ 'Mirai Yosouzu II'?) (DREAMS COME TRUE cover, 1989)

Recreation 4 (2016.01.25)
-Ranking 4-
1. (流星のサドル  'Ryuusei no Sadoru'?) (Kubota Toshinobu cover, 1986)
2. (星空のディスタンス 'Hoshizora no Distance'?) (THE ALFEE cover, 1984)
3. (輝きながら… 'Kagayakinagara… '?) (Tokunaga Hideaki cover, 1985)
4. (三日月 'Mikazuki'?) (Ayaka cover, 2006)
5. CLOUDY HEART (“LAST GIGS” ver.).(BOØWY cover, 1985)
6. (青空 'Aozora'?) (THE BLUE HEARTS cover, 1989)
7. (青春のリグレット 'Seishun no Regret'?) (Matsutōya Yumi cover, 1985)
8. (私はピアノ ' Watashi wa piano'?) (Southern All Stars cover, 1980)
9. Forget-me-not (Ozaki Yutaka cover, 1985)
10. (フライングゲット  'Flying Get'?) (AKB48 cover, 2011)
11. M (Princess Princess cover, 1989)
12. Tomorrow never knows(Mr.Children cover, 1994)

## Singles

### シングル
| 枚       | 発売日         | タイトル                 | 販売形態               | 販売形態                                       | 最高位 | 収録アルバム |
| 枚       | 発売日         | タイトル                 | 規格                   | 品番                                           | 最高位 | 収録アルバム |
| -------- | -------------- | ------------------------ | ---------------------- | ---------------------------------------------- | ------ | ------------ |
| 配信限定 | 2012年2月29日  | 君がいるから             | デジタル・ダウンロード | -                                              | -      |              |
| 配信限定 | 2014年3月11日  | 君がいるから             | デジタル・ダウンロード | -                                              | -      |              |
| 配信限定 | 2025年3月26日  | 君がいるから             | デジタル・ダウンロード | -                                              | -      |              |
| 1st      | 2007年7月18日  | SPELL MAGIC              | CD+DVD                 | AVCD-32083/B                                   | 4位    | BLACK LIST   |
| 1st      | 2007年7月18日  | SPELL MAGIC              | CD                     | AVCD-32084                                     | 4位    | BLACK LIST   |
| 2nd      | 2007年9月26日  | Black Cherry             | CD+DVD                 | AVCD-32089/B                                   | 2位    | BLACK LIST   |
| 2nd      | 2007年9月26日  | Black Cherry             | CD                     | AVCD-32090                                     | 2位    | BLACK LIST   |
| 3rd      | 2007年11月28日 | 愛してない               | CD+DVD                 | AVCD-32091/B                                   | 2位    | BLACK LIST   |
| 3rd      | 2007年11月28日 | 愛してない               | CD                     | AVCD-32092                                     | 2位    | BLACK LIST   |
| 4th      | 2008年1月16日  | 冬の幻                   | CD+DVD                 | AVCD-32097/B                                   | 2位    | BLACK LIST   |
| 4th      | 2008年1月16日  | 冬の幻                   | CD                     | AVCD-32098                                     | 2位    | BLACK LIST   |
| 5th      | 2008年8月27日  | 20+∞Century Boys         | CD+DVD                 | AVCD-32107/B                                   | 4位    | Q.E.D.       |
| 5th      | 2008年8月27日  | 20+∞Century Boys         | CD                     | AVCD-32108                                     | 4位    | Q.E.D.       |
| 5th      | 2008年8月27日  | 20+∞Century Boys         | CD                     | AVC1-32109(ファンクラブ受注限定生産盤)         | -      | Q.E.D.       |
| 5th      | 2008年8月27日  | 20+∞Century Boys         | CD                     | AVC1-32110(モバイルファンクラブ受注限定生産盤) | -      | Q.E.D.       |
| 6th      | 2008年11月26日 | ジグソー                 | CD+DVD                 | AVCD-32120/B                                   | 3位    | Q.E.D.       |
| 6th      | 2008年11月26日 | ジグソー                 | CD                     | AVCD-32121                                     | 3位    | Q.E.D.       |
| 6th      | 2008年11月26日 | ジグソー                 | CD                     | AVC1-32122(ファンクラブ受注限定生産盤)         | -      | Q.E.D.       |
| 6th      | 2008年11月26日 | ジグソー                 | CD                     | AVC1-32123(モバイルファンクラブ受注限定生産盤) | -      | Q.E.D.       |
| 7th      | 2009年2月18日  | 眠り姫                   | CD+DVD                 | AVCD-32124/B                                   | 2位    | Q.E.D.       |
| 7th      | 2009年2月18日  | 眠り姫                   | CD                     | AVCD-32125                                     | 2位    | Q.E.D.       |
| 7th      | 2009年2月18日  | 眠り姫                   | CD                     | AVC1-32126(ファンクラブ受注限定生産盤)         | -      | Q.E.D.       |
| 7th      | 2009年2月18日  | 眠り姫                   | CD                     | AVC1-32127(モバイルファンクラブ受注限定生産盤) | -      | Q.E.D.       |
| 8th      | 2009年7月29日  | 優しい嘘                 | CD+DVD                 | AVCD-32139/B                                   | 4位    | Q.E.D.       |
| 8th      | 2009年7月29日  | 優しい嘘                 | CD                     | AVCD-32140                                     | 4位    | Q.E.D.       |
| 9th      | 2010年8月18日  | Re:birth                 | CD+DVD                 | AVCD-32164/B                                   | 2位    | 『２０１２』 |
| 9th      | 2010年8月18日  | Re:birth                 | CD                     | AVCD-32165                                     | 2位    | 『２０１２』 |
| 9th      | 2010年8月18日  | Re:birth                 | CD                     | AVCD-32166(アニメ盤)                           | 2位    | 『２０１２』 |
| 10th     | 2011年6月8日   | 少女の祈りIII            | CD+DVD                 | AVCD-32181/B                                   | 4位    | 『２０１２』 |
| 10th     | 2011年6月8日   | 少女の祈りIII            | CD                     | AVCD-32182                                     | 4位    | 『２０１２』 |
| 11th     | 2011年9月21日  | ピストル                 | CD+DVD                 | AVCD-32183/B                                   | 3位    | 『２０１２』 |
| 11th     | 2011年9月21日  | ピストル                 | CD                     | AVCD-32184                                     | 3位    | 『２０１２』 |
| 11th     | 2011年9月21日  | ピストル                 | CD                     | AVC1-32185(レンタル限定盤)                     | 3位    | 『２０１２』 |
| 12th     | 2011年10月19日 | シャングリラ             | CD+DVD                 | AVCD-32186/B                                   | 5位    | 『２０１２』 |
| 12th     | 2011年10月19日 | シャングリラ             | CD                     | AVCD-32187                                     | 5位    | 『２０１２』 |
| 12th     | 2011年10月19日 | シャングリラ             | CD                     | AVC1-32188(レンタル限定盤)                     | 5位    | 『２０１２』 |
| 13th     | 2011年11月16日 | 蝶                       | CD+DVD                 | AVCD-32189/B                                   | 3位    | 『２０１２』 |
| 13th     | 2011年11月16日 | 蝶                       | CD                     | AVCD-32190                                     | 3位    | 『２０１２』 |
| 13th     | 2011年11月16日 | 蝶                       | CD                     | AVC1-32191(レンタル限定盤)                     | 3位    | 『２０１２』 |
| 14th     | 2011年12月21日 | CRISIS                   | CD+DVD                 | AVCD-32192/B                                   | 3位    | 『２０１２』 |
| 14th     | 2011年12月21日 | CRISIS                   | CD                     | AVCD-32193                                     | 3位    | 『２０１２』 |
| 14th     | 2011年12月21日 | CRISIS                   | CD                     | AVC1-32194(レンタル限定盤)                     | 3位    | 『２０１２』 |
| 15th     | 2012年1月18日  | イエス                   | CD+DVD                 | AVCD-32195/B                                   | 3位    | 『２０１２』 |
| 15th     | 2012年1月18日  | イエス                   | CD                     | AVCD-32196                                     | 3位    | 『２０１２』 |
| 15th     | 2012年1月18日  | イエス                   | CD                     | AVC1-32197(レンタル限定盤)                     | 3位    | 『２０１２』 |
| 16th     | 2013年8月7日   | Greed Greed Greed        | CD+DVD                 | AVCD-32227/B                                   | 4位    | L―エル―      |
| 16th     | 2013年8月7日   | Greed Greed Greed        | CD                     | AVCD-32228                                     | 4位    | L―エル―      |
| 16th     | 2013年8月7日   | Greed Greed Greed        | CD                     | AVCD-32229(レンタル限定盤)                     | 4位    | L―エル―      |
| 17th     | 2013年11月20日 | 黒猫 〜Adult Black Cat〜 | CD+DVD                 | AVCD-32230/B                                   | 3位    | L―エル―      |
| 17th     | 2013年11月20日 | 黒猫 〜Adult Black Cat〜 | CD                     | AVCD-32231                                     | 3位    | L―エル―      |
| 17th     | 2013年11月20日 | 黒猫 〜Adult Black Cat〜 | CD                     | AVCD-32232(レンタル限定盤)                     | 3位    | L―エル―      |
| 18th     | 2014年3月11日  | 君がいない、あの日から…  | CD+DVD                 | AVCD-32234/B                                   | 2位    | L―エル―      |
| 18th     | 2014年3月11日  | 君がいない、あの日から…  | CD                     | AVCD-32235                                     | 2位    | L―エル―      |
| 18th     | 2014年3月11日  | 君がいない、あの日から…  | CD                     | AVCD-32236(レンタル限定盤)                     | 2位    | L―エル―      |
| 19th     | 2014年10月22日 | INCUBUS                  | CD+DVD                 | AVCD-32238/B                                   | 2位    | L―エル―      |
| 19th     | 2014年10月22日 | INCUBUS                  | CD                     | AVCD-32239                                     | 2位    | L―エル―      |
| 19th     | 2014年10月22日 | INCUBUS                  | CD                     | AVCD-32240(レンタル限定盤)                     | 2位    | L―エル―      |

Spell Magic (2007.07.18)
-Ranking 4-
1. Spell Magic
2. (シャイニン・オン君が哀しい 'Shining on Kimi ga Kanashii'?) (Look cover, 1985)

Black Cherry (2007.09.26)
-Ranking 2-
1. Black Cherry
2. (初恋 'Hatsukoi'?) (Kozo Murashita cover, 1983)

Aishitenai (2007.11.28)
-Ranking 2-
1. (愛してない 'Aishitenai'?)
2. (異邦人 'Ihoujin'?) (Saki Kubota cover, 1979)

Fuyu no Maboroshi (2008.01.16)
-Ranking 2-
1. (冬の幻 'Fuyu no Maboroshi'?)
2. (恋一夜 'Koi Hitoyo'?) (Shizuka Kudo cover, 1988)

20+∞ Century Boys (2008.08.27)
-Ranking 4-
1. 20+∞ Century Boys
2. (愛のバカ! 'Ai no Baka'?) (Kyougoku cover)

Jigsaw (2008.11.19)
-Ranking 3-
1. (ジグソー 'Jigsaw'?)
2. (ハーシー 'Hershey'?) (Fish & Chips cover, 1997)

Nemurihime (2009.02.18)
-Ranking 2-
1. (眠り姫 'Nemurihime'?)
2. (セーラー服と機関銃 'Sailor Fuku to Kikanju'?) (Hiroko Yakushimaru cover, 1981)

Yasashii Uso (2009.07.29)
-Ranking 4-
1. (優しい嘘 'Yasashii Uso'?)
2. (ジュリアに傷心 'Julia ni Shoushin'?) (The Checkers cover, 1984)

Rebirth (2010.08.18)
-Ranking 2-
1. Re:birth
2. (ふられ気分で Rock'n'Roll 'Furare kibun de Rock'n'Roll'?) (Tom Cat cover, 1984)

Shoujo no Inori III (2011.06.08)
-Ranking 4-
1. (少女の祈りIII 'Shoujo no Inori III'?)
2. (上・京・物・語 'Joukyou Monogatari'?) (Sharam Q cover, 1994)

Pistol (2011.09.21)
-Ranking 3-
1. (ピストル 'Pistol'?)
2. (愛を語るより口づけをかわそう 'Ai wo Kataru Yori Kuchizuke wo Kawasou'?) (WANDS cover, 1993)

Shangri-La (2011.10.19)
-Ranking 5-
1. (シャングリラ 'Shangri-La'?)
2. (悲しみがとまらない 'Kanashimi ga Tomaranai'?) (ANRI cover, 1983)

Chou (2011.11.16)
-Ranking 3-
1. (蝶 'Chou'?)
2. (「男」 'Otoko'?) (Ruriko Kubou cover, 1993)

Crisis (2011.12.21)
-Ranking 3-
1. CRISIS
2. BELIEVE (Misato Watanabe cover, 1986)

Yes (2012.01.18)
-Ranking 3-
1. (イエス 'Yes'?)
2. Stop it love (self-cover, 2001)

Kimi ga iru kara (2012.02.29)
[Dowload digital]
(Single 0)
1. (君がいるから 'Kimi ga iru kara'?)

Greed Greed Greed (2013.08.07)
-Ranking  -
1. Greed Greed Greed
2. (輝きながら… 'Kagayaki nagara'?) (Hideaki Tokunaga cover, 1987)

Kuroneko ～Adult Black Cat～ (2013.11.20)
-Ranking  -
1. (黒猫 ～Adult Black Cat～ 'Kuroneko ～Adult Black Cat～'?)
2. (青春のリグレット 'Seishun no regret'?) (Reimy cover, 1984)

Kimi ga Inai, Ano Hi Kara... (2014.03.11)
-Ranking  -
1. ( 君がいない、あの日から… 'Kimi ga Inai, Ano Hi Kara...'?)
2. Forget-me-not (Yutaka Ozaki cover, 1985)

INCUBUS (2014.10.22)
-Ranking  -
1. INCUBUS
2. CLOUDY HEART（“LAST GIGS” ver. ） (BOØWY cover, 1985)
  - CLOUDY HEART was recorded in 1985 and LAST GIGS in 1988.

## DVD
Live DVD Acid Black Cherry 2008 Tour "Black List" (2008.08.27)
1. Sins
2. Murder Licence
3. (楽園 'Rakuen'?)
4. Scar
5. Black Cherry
6. (愛してない 'Aishitenai'?)
7. (冬の幻 'Fuyu no Maboroshi'?)
8. Dragon Carnival
9. Bit Stupid
10. (少女の祈り 'Shoujo no Inori'?)
11. SPELL MAGIC

<encore>
1. (君がいるから: Acoustic Version 'Kimi ga Iru Kara: Acoustic Version'?)
2. (この青空の向こうに: Acoustic Version 'Kono Aozora no Mukou ni: Acoustic Version'?)
3. Prologue End: Acoustic Version
4. 20+∞ Century Boys

Live DVD Acid Black Cherry 2009 Tour "Q.E.D." (2010.3.24)
1. Opening
2. Mother
3. cord name 【JUSTICE】
4. I'm Not a Ghost
5. (罪と罰～神様のアリバイ～ 'Tsumi to Batsu ~Kamisama no Alibi~'?)
6. 1954 LOVE/HATE
7. (ジグソー 'Jigsaw'?)
8. (眠り姫 'Nemurihime'?)
9. (優しい嘘 'Yasashii Uso'?)
10. Black Cherry
11. (チェリーチェリー 'Cherry Cherry'?)
12. Murder Licence
13. (黒い太陽 'Kuroi Taiyou'?)
14. (少女の祈り 'Shoujo no Inori'?)
15. Spell Magic

<encore>
1. (愛してない: Acoustic Version 'Aishitenai: Acoustic Version'?)
2. 20+∞ Century Boys
3. Maria
4. Dragon Carnival

Live DVD Acid Black Cherry 2010 Live "Rebirth" ~Live at Yokohama Arena & Osaka-Jo Hall~ (2011.02.26)
1. Scar
2. I'm Not a Ghost
3. Spell Magic
4. (少女の祈り 'Shoujo no Inori'?)
5. 1954 LOVE/HATE
6. Sins
7. (ジグソー 'Jigsaw'?)
8. (眠り姫 'Nemurihime'?)
9. (優しい嘘 'Yasashii Uso'?)
10. (冬の幻 'Fuyu no Maboroshi'?)
11. Re:birth
12. (チェリーチェリー 'Cherry Cherry'?)
13. (黒い太陽 'Kuroi Taiyou'?)
14. (罪と罰～神様のアリバイ～ 'Tsumi to Batsu ~Kamisama no Alibi~'?)
15. cord name 【JUSTICE】

<encore>
1. (愛してない: Acoustic Version 'Aishitenai: Acoustic Version'?)
2. (この青空の向こうに: Acoustic Version 'Kono Aozora no Mukou ni: Acoustic Version'?)
3. (君がいるから: Acoustic Version 'Kimi ga Iru Kara: Acoustic Version'?)
4. Prologue End
5. Black Cherry
6. Dragon Carnival

Live DVD Acid Black Cherry Tour 『2012』 (2012/10/17)
1. ~until~
2. doomsday clock
3. (ピストル 'Pistol'?)
4. CRISIS
5. (罪と罰～神様のアリバイ～ 'Tsumi to Batsu ~Kamisama no Alibi~'?)
6. (蝶 'Chou'?)
7. (指輪物語 'Yubiwa Monogatari'?)
8. ~the day~
9. Fallin' Angel
10. in the mirror
11. (イエス 'Yes'?)
12. so…Good night.
13. (チェリーチェリー 'Cherry Cherry'?)
14. Re:birth
15. (少女の祈り 'Shoujo no Inori'?)
16. (少女の祈りⅢ 'Shoujo no Inori III'?)
17. SPELL MAGIC

<encore>
1. (冬の幻: Acoustic Version 'Fuyu no Maboroshi: Acoustic Version'?)
2. (君がいるから 'Kimi ga Iru Kara'?)
3. (その日が来るまで 'Sono Hi ga Kuru Made'?)
4. (シャングリラ 'Shangri-La'?)
5. ~comes~
6. Black Cherry
7. 20＋∞Century Boys

Live DVD Acid Black Cherry 5th Anniversary Live "Erect" (2013/07/17)
1. Opening
2. Maria
3. cord name 【JUSTICE】
4. (楽園 'Rakuen'?)
5. in the mirror
6. (ジグソー 'Jigsaw'?)
7. (優しい嘘 'Yasashii Uso'?)
8. 1954 LOVE/HATE
9. doomsday clock
10. (愛してない 'Aishitenai'?)
11. (イエス 'Yes'?)
12. Bit Stupid
13. (チェリーチェリー 'Cherry Cherry'?)
14. Murder Licence
15. (黒い太陽 'Kuroi Taiyou'?)
16. (ピストル 'Pistol'?)
17. (少女の祈りⅢ 'Shoujo no Inori III'?)
18. SPELL MAGIC

<encore>
1. so…Good night.
2. Black Cherry
3. Prologue End
4. (シャングリラ 'Shangri-La'?)

Live DVD 2015 livehouse tour S-エス- (2016/02/17)
1. (楽園 'Rakuen'?)
2. (罪と罰～神様のアリバイ～ 'Tsumi to Batsu ~Kamisama no Alibi~'?)
3. (黒猫 ～Adult Black Cat～ 'Kuro neko -Adult Black Cat-'?)
4. In the Mirror
5. Versus G
6. (冬の幻 'fuyu no maboroshi'?)
7. Re:birth
8. (少女の祈りIII 'Shoujo no Inori III'?)
9. (ピストル 'PISTOL'?)
10. SPELL MAGIC

<encore>
1. Murder Licence
2. (チェリーチェリー 'Cherry Cherry'?)
3. (エストエム 'Eso to Emu'?)
4. (シャングリラ 'Shangri-La'?)
5. ~comes~
6. Black Cherry
7. 20＋∞Century Boys

Live DVD 2015 arena tour L-エル-" (2016/03/16)
1. Opening ～Loves～
2. versus G
3. liar or LIAR ?
4. Greed Greed Greed
5. (黒猫 ～Adult Black Cat～ 'Kuro Neko ～Adult Black Cat～'?)
6. (指輪物語 'Yubiwa Monogatari'?)
7. INCUBUS
8. (scene ～悪夢から救う手～ 'scene ～Akuma Kara Sukuu Te～'?)
9. Round & Round
10. (君がいない、あの日から... 'Kimi Ga Inai Ano Hi kara...'?)
11. ( 眠れぬ夜Nemure no Yoru'?)
12. 7 colors
13. (ピストル 'PISTOL'?)
14. (少女の祈り 'Shoujo no Inori'?)
15. Cord Name【JUSTICE】
16. (エストエム 'Eso To Emu'?)

<encore>
1. (scene ～夢から醒めて～ 'scene ～Yume Kara SeMete～'?)
2. (L-エル- 'L'?)
3. & you
4. (少女の祈りIII 'Shoujo no Inori III'?)
5. SPELL MAGIC
6. 20+∞Century Boys

## Otras participaciones
- jealkb - ROSES (2007.05.16, "D.D.D")
- Karaage!! (2008.02.25, "Fuyu no Maboroshi")
- kiyo - ARTISAN OF PLEASURE (2008.06.25, "Tears")
- 20-nen 200 Kyoku (2008.07.23, "Spell magic")
- 20 Years 200 Hits Complete Best + a Love Hi-Quality CD Edition Box (2009.03.04, "SPELL MAGIC")
- Hayate - Haya! ~Hayauta NON STOP Mega Mix~ (2009.03.11, "20+∞Century Boys")
- Siam Shade Tribute (2010.10.27, "1/3 no Junjou na Kanjou")
- Siam Shade Tribute vs Original (2010.10.27, "1/3 no Junjou na Kanjou")
- Parade II -Respective Tracks of Buck-Tick- (2012.07.04, "Romanesque")
- HALLOWEEN JUNKY ORCHESTRA (2012.10.17, "HALLOWEEN PARTY")
- DEAD END tribute -songs of lunatics- (2013.07.04, "So sweet so lonely")